# Тисовые
Ти́совые (лат. Taxáceae) — семейство хвойных растений, кустарников или деревьев, из которых большинство вечнозелёные и лишь немногие теряют на зиму листья.
По состоянию на 2013 год, включает в себя шесть родов и 31 вид, распространённых преимущественно в областях с мягким, умеренным или субтропическим климатом.
Представители семейства — двудомные, редко однодомные вечнозелёные деревья или кустарники.
Ранее в литературе встречалось написание названия семейства Тиссовые.

## Ботаническое описание
Листья у тисовых представлены в виде узкой (тисы) или широкой (торреи) хвои. Листья жёсткие, линейные или ланцетные, расположены очерёдно, сидят на коротких (1—2 мм) черешках.
Шишки (шишкоягоды) мелкие, однополые. Микростробилы в виде небольших колосков на концах ветвей или по бокам их; микроспорофилл более или менее щитковидный с двумя—восемью продолговатыми или почти шарообразными микроспорангиями; мегаспорофилл крайне редуцирован и состоит иногда (тисы) лишь из одной (или двух) семяпочек.
При семени иногда развивается мясистое яркое образование — ариллус (тисы).
Кариотип специфичен для разных родов — так, у представителей рода Тис 2n = 24, у представителей родов Торрея и Аментотаксус 2n = 22.

## Классификация
По информации базы данных The Plant List (на июль 2016) семейство включает 6 родов и 31 вид:
- Amentotaxus — Аментотаксус
- Austrotaxus — Австротаксус
- Cephalotaxus — Цефалотаксус (восемь видов: Cephalotaxus fortunei Hook., Cephalotaxus hainanensis H.L.Li, Cephalotaxus harringtonii (Knight ex J.Forbes) K.Koch, Cephalotaxus lanceolata K.M.Feng ex C.Y.Cheng, W.C.Cheng & L.K.Fu, Cephalotaxus latifolia W.C.Cheng & L.K.Fu ex L.K.Fu & R.R.Mill, Cephalotaxus mannii Hook.f., Cephalotaxus oliveri Mast., Cephalotaxus sinensis (Rehder & E.H.Wilson) H.L.Li
- Pseudotaxus — Псевдотис, или Псевдотаксус, или Лжетис (единственный вид: Pseudotaxus chienii (W.C.Cheng) W.C.Cheng)
- Taxus — Тис
- Torreya — Торрея